# 古墓丽影I–III复刻版
《古墓丽影I–III复刻版》是对《古墓丽影》、《古墓丽影II》、《古墓丽影III：劳拉的冒险》三部曲（含各部黄金版）的复刻，由擁抱者集團旗下的Aspyr开发并发行，于2024年2月14日发售。复刻版用新技术高品質图像还原了原游戏的所有内容，同时提供了类似《古墓丽影》第二系列的操作方式，且可让玩家随时在新旧图像、新旧操作方式间切换。主机板图像质量最高可达4K/60帧，电脑版帧率无上限。此外复刻版新增了成就和奖杯系统，提供了对控制器的支持。